# Anton Wilhelm Gustermann
Anton Wilhelm Gustermann (* 5. Juni 1750 in Wien; † 24. Januar 1823 ebenda) war ein österreichischer Rechtswissenschaftler und Hochschullehrer.

## Leben
Gustermann studierte in Wien und war dann acht Jahre lang als Repetent am Lehrstuhl des Staats- und Lehensrechtes von Johann Heinrich von der Heyden an der Universität Wien tätig. Ab 1795 war er zunächst unentgeltlich als Professor für geistliches Lehen- und deutsches Völkerrecht an der Universität Wien, an der es ihm nicht gelang, eine vergütete Professur zu erlangen. 1796 wurde er Korrepetitor für Kirchenrecht an der Theresianischen Militärakademie, 1797 dort dann Professor für Kirchenrecht. An der Akademie lehrte er auch verschiedene andere Zweige der Rechtswissenschaft. Von 1803 an war Gustermann zudem Zensor für Werke der Rechtswissenschaften und der Geschichte.

## Werke (Auswahl)
- Kurze Geschichte Preußens mit Urkunden und Anmerkungen, Wien 1786
- Versuch eines vollständigen österreichischen Staatsrechts, 1. Teil (einziger), Wien 1793
- Oesterreichische Privatrechtspraxis, enthaltend die Theorie des bürgerlichen Processes, der Geschäfte des adelichen Richteramtes und den Justiz-Geschäftsstil, 3 Bände, 1801
- Oesterreichisches Kirchenrecht in den deutschen, ungarischen und galizischen Erbstaaten, Wien 1807 in 3 Teilen.
- Ausbildung der Verfassung des Königreichs Ungarn, 2 Bände, Wien 1811
- Ungarisches Staatsrecht, 1. Band, Wien 1818